# Beauvais-Tillé flygplats
Beauvais-Tillé flygplats (franska: Aéroport de Beauvais-Tillé) även Paris-Beauvais Airport är en flygplats i Beauvais 75 kilometer norr om Paris. Den används främst av lågprisflyg som Ryanair och Wizzair.
Det går flygbuss från flygplatsen och till Paris. Det tar ca 70 minuter att ta sig från flygplatsen och till metrostation Porte Maillot i Paris med flygbussen. Från Porte Maillot kan man enkelt ta sig vidare med metron eller RER-tågen.

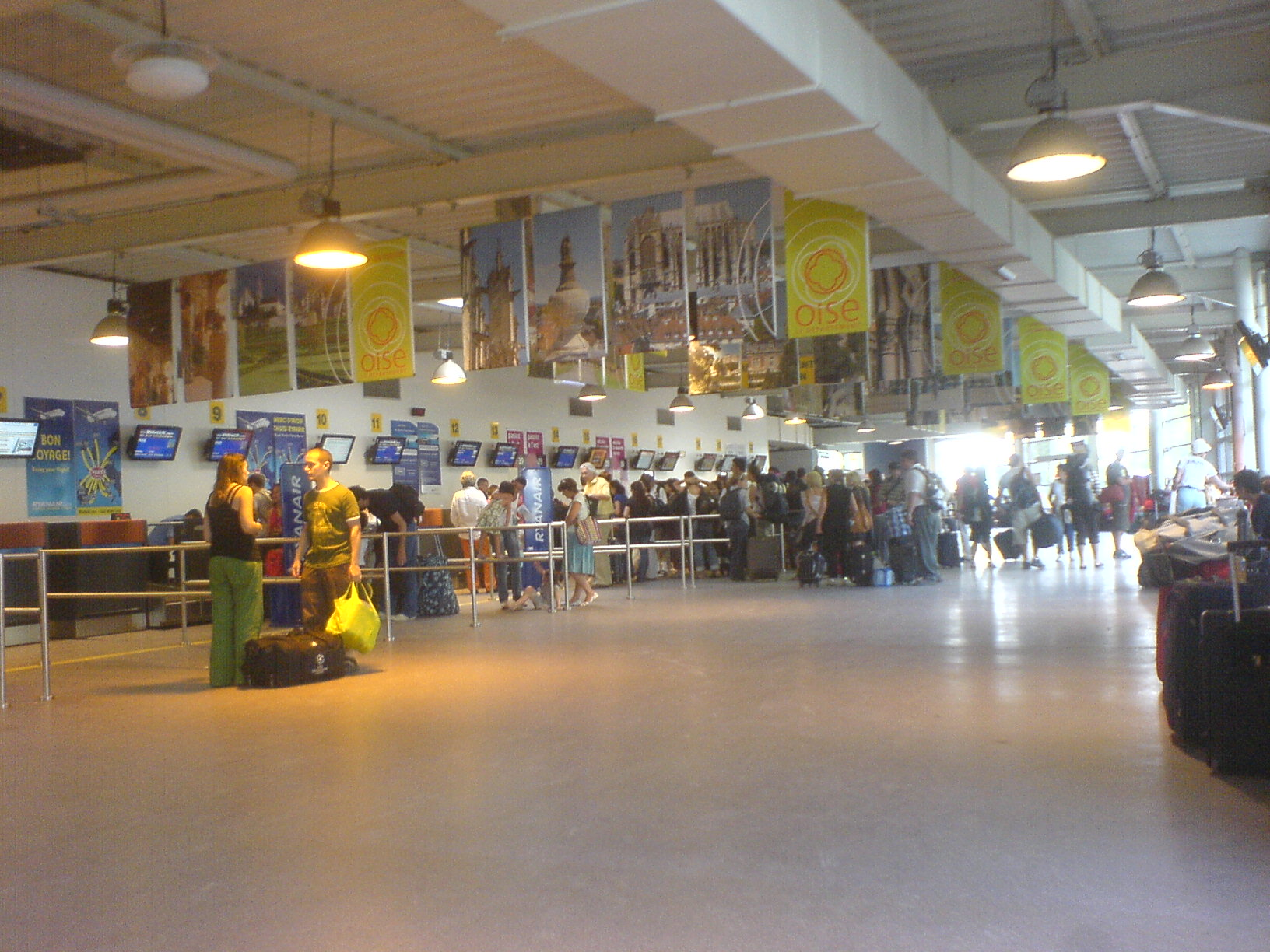
Paris-Beauvais Airport
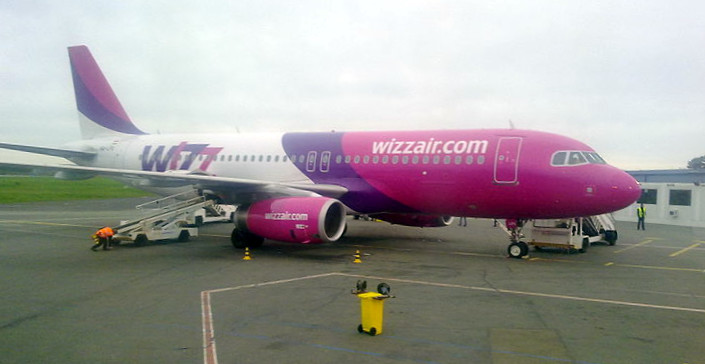
Wizzair